# Michelle Cooper
Michelle Irvine Cooper (* 4. Dezember 2002 in Detroit, Michigan) ist eine US-amerikanische Fußballspielerin und seit 2025 A-Nationalspielerin.

## Karriere

### Vereine
In Detroit geboren und in Clarkston (Michigan) aufgewachsen, gehörte Cooper zunächst von 2014 bis 2016 der US-Fußballjugend im Olympic Development Program der Region II an und nahm 2015 am Rockford ODP Tournament teil, wie auch 2015 und 2016 an den jeweiligen Talent-Sichtungsturnieren in Boca Raton (Florida). In der Saison 2019/20 gehörte sie der IMG Academy, der privaten Sportschule in Bradenton (Florida), an. Diese im Alter von 18 Jahren abgeschlossen, begab sie sich für ein Studium nach Durham an die Duke University, nachdem sie dort im November 2020 einen Spielervertrag unterzeichnet hatte.
Für das Sport-Team der Bildungseinrichtung, die Blue Devils, bestritt sie als Freshman in der Spielzeit 2021 ihre ersten 18 Meisterschaftsspiele in der Atlantic Coast Conference innerhalb der NCAA Division I, in denen sie zwölf Tore erzielte. Ihr Debüt zum Auftakt der Spielzeit am 19. August 2021 beim 3:1-Sieg bei den und über die Razorbacks, dem Sport-Team der University of Arkansas aus Fayetteville, krönte sie sogleich mit ihrem ersten Tor, dem Treffer zum 1:1 in der 39. Minute. Als Sophomore wurde sie bis zum 25. November 2022 in 22 Meisterschaftsspielen berücksichtigt, in denen sie 19 Tore erzielte. Danach meldete sie sich für den NWSL Draft 2023 an und gab ihre verbleibende College-Berechtigung auf. Sie wurde vom in der NWSL spielenden Verein Kansas City Current unter Vertrag genommen. In ihrer Premierenspielzeit 2023 bestritt sie 21 von 22 Punktspielen und erzielte drei Tore, so auch in der Spielzeit 2024.

### Nationalmannschaft
Nachdem Cooper für die Nachwuchsnationalmannschaften der Altersklassen U18, U19, U20 und U23 des USSF in fünf Jahren 21 Länderspiele bestritten und 13 Tore erzielt hatte, debütierte sie in der A-Nationalmannschaft. Im Turnier um den SheBelieves Cup 2025 kam sie am 21. und 23. Februar gegen die Nationalmannschaften Kolumbiens und Australiens zum Einsatz und erzielte gegen letztgenannte Mannschaft, beim 2:1-Sieg in Glendale, mit dem Treffer zum 2:0 in der 68. Minute ihr erstes A-Länderspieltor. Zwei weitere Länderspiele bestritt sie im zweimaligen Kräftemessen mit der Nationalmannschaft Brasiliens; am 5. April wurde das erste mit 2:0 beendet, das zweite am 9. April hingegen mit 1:2.

## Erfolge
- CONCACAF U20-Meister 2022